# Christian Guyonvarc'h
Christian Guyonvarc'h (An Oriant, 1964) és un historiador i polític bretó. Es llicencià en història a Nantes el 1984 i es doctorà a Brest. El 1982 va fundar a Nantes el Comité de solidarité avec les peuples d'Afrique du Sud et de Namibie (CSPAN, per tal de combatre l'apartheid a Sud-àfrica i el 1983 ingressà a la Unió Democràtica Bretona (UDB).
Com que es va declarar objector de consciència, de 1984 a 1987 va haver de donar classes a l'associació de professors laics bretons Ar Falz - Skol Vreizh. De 1989 a 1994 fou administrador del grup Arc-en-ciel al Parlament europeu i assistent parlamentari del diputat i nacionalista cors Max Simeoni. El 1994 esdevingué portaveu de l'UDB. El 1995 aconsellà a les empreses en la recerca de finançament i l'establiment de joint ventures europeus. Alhora, esdevé secretari general de la federació Regions i Pobles Solidaris i conseller de relacions amb les institucions europees i tinent d'alcalde d'An Oriant, on l'UDB ha obtingut tres regidors.
Després de les eleccions regionals franceses de 2004 fou escollit membre del Consell Regional de Bretanya, del que en serà nomenat vicepresident. Va ser rellevat del seu càrrec dins l'UDB per Ronan Divard, qui el 2006 dimití per motius de salut i fou substituït per Mona Bras, regidora de Guingamp. Recentment ha posat en marxa la plataforma ABCIS per a millorar l'eficiència en la cooperació i la solidaritat a Bretanya. També ha fomentat l'ús de la gwenn ha du a les plaques minerològiques de Bretanya.
El 2005 deixà la secretaria de Regions i Pobles Solidaris per a ser nomenat vicepresident. El mateix any deixà el seu càrrec a l'alcaldia d'An Oriant, on fou substituït per Yann Syz, per ser només regidor.

## Obres
- La Ligue Fédéraliste de Bretagne - Breiz Kevredel (1931-1935) : aux origines du bretonnisme de gauche, doctorat d'història Universitat de Brest, 1989, 179 p.
- Quelle place pour la Bretagne dans le marché unique européen ? éditions Presses Populaires de Bretagne, 1988,
- Une Bretagne responsable dans un monde solidaire, éditions Presses Populaires de Bretagne, 1995, amb Yann Fievet,
- Histoire de France: mythes et réalités, éditions Eres, 1995, amb Suzanne Citron i Yves Plasseraud,
- Les minorités en question, Groupement pour les droits des minorités, 1999, (obra col·lectiva)